# Przylądek Hatteras
Przylądek Hatteras (ang. Cape Hatteras) – przylądek u wschodniego wybrzeża Karoliny Północnej, w Stanach Zjednoczonych. Stanowi część długiej wąskiej wyspy Hatteras należącej do archipelagu wysp barierowych Outer Banks.

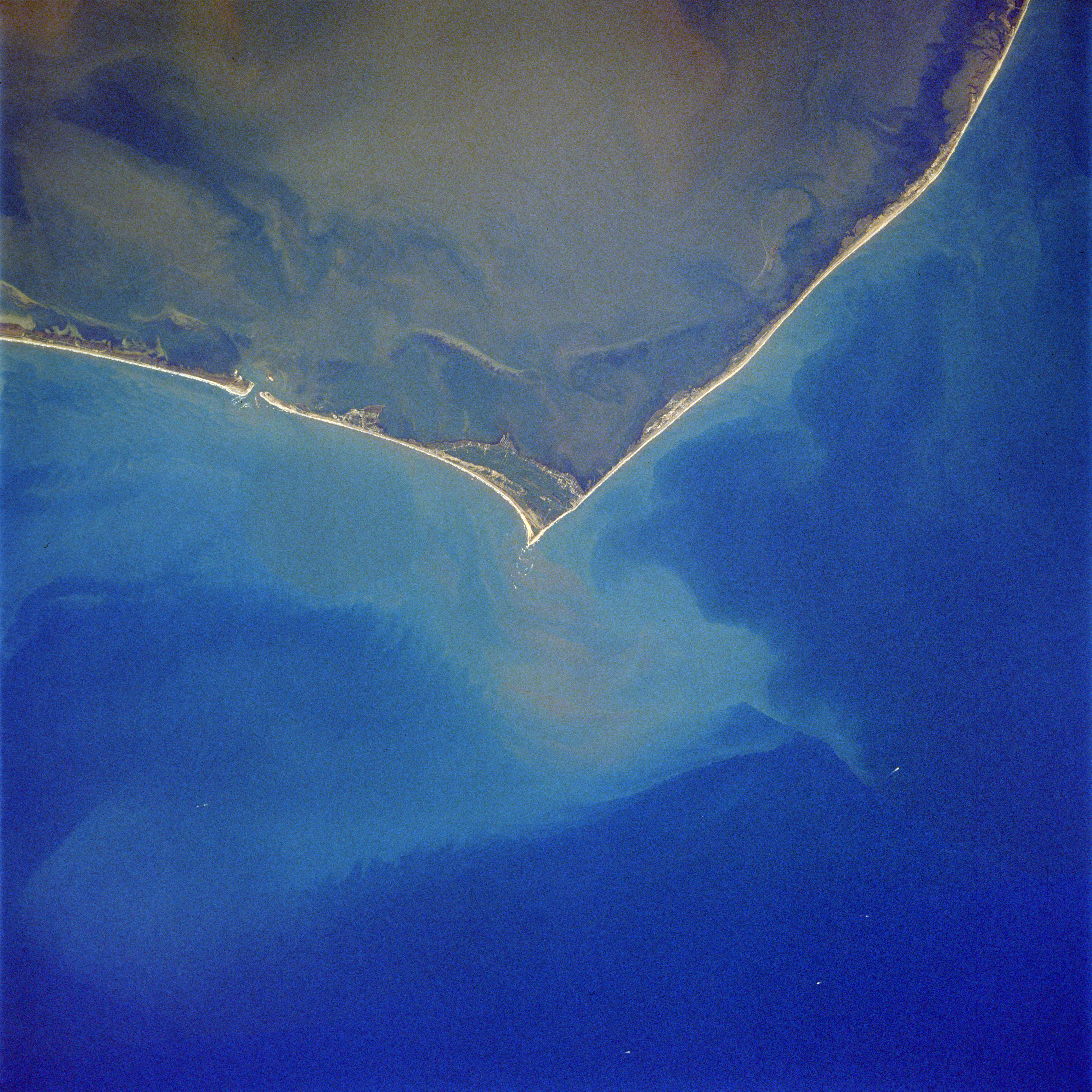
Przylądek Hatteras (widok z kosmosu; 1989)

Okolica przylądka zyskała miano Cmentarzyska Atlantyku (ang. Graveyard of the Atlantic), ponieważ z powodu płycizn i zmiennej pogody wiele statków zatonęło w jego pobliżu. Żeglarze często korzystają z atlantyckich prądów morskich, aby przyspieszyć podróż wzdłuż wschodniego wybrzeża Stanów Zjednoczonych i podpływają niebezpiecznie blisko wysp Outer Banks i samego przylądka Hatteras.
W 1803 roku zbudowano na przylądku Hatteras pierwszą latarnię morską. W 1845 roku obiekt zmodernizowano; otrzymał nowe lampy, co pozwoliło na zwiększenie zasięgu do 32 km. W 1854 roku przeprowadzono ponowną modernizację – wysokość konstrukcji została zwiększona do 46 metrów.